# حرارة الجسم البشري
تعدّ حرارة الجسم الطبيعية، ويطلق عليها بسوائية الحرارة، معدلاً محدوداً للحرارة المتعلقة بالصحة الجيدة والتنظيم الحراري. تعتمد حرارة جسم كل فرد على العمر، وحجم الإجهاد، ووجود التهابات أو عدوى لمرض ما، وجنس الشخص، والفترة الزمنية من اليوم، وحالة الجهاز التناسلي، والعضو الذي تقاس حراراته من الجسم، والحالة التي عليها كالمشي أو النوم، ومعدل نشاطه، والحالة العاطفية. وبالرغم من هذه العوامل، تعدّ القيم التالية ضمن المعدل الشائع والمقبول: الحرارة تحت اللسان: 36.8 ± 0.4 درجة مئوية (98.2 ± 0.72 فهرنهايت)، الحرارة الباطنية: (مستقيم (تشريح)، ومهبل): 37.0 درجة مئوية (98.6 فهرنهايت).
إن حرارة المستقيم أو المهبل التي تقاس مباشرةً في تجويف الجسم الداخلي تعدّ أعلى بقليل من التي تقاس أسفل اللسان، والحرارة المقاسة في الفم أعلى من حرارة الجلد. تظهر الحرارة التي تؤخذ من مناطق أخرى كأسفل الذراع أو في الأذن قياسات متباينة. في الوقت الذي يظن فيه بعض الناس أن هذه المعدلات المختلفة تمثل الحرارة الطبيعية، اكتشفت معدلات كثيرة وشاسعة للحرارة في أجسام الأشخاص السليمين. تتباين درجة حرارة الشخص السليم خلال اليوم بمعدل 0.5 درجة مئوية (0.9 فهرنهايت) لدرجات الحرارة المنخفضة في الصباح والمرتفعة في آخر النهار وساعات المساء، حيث تختلف احتياجات وأنشطة الجسم. وتؤثر عوامل أخرى على حرارة الجسم. تميل حرارة الجسم للشخص العادي للوصول إلى أقل معدلاتها في النصف الثاني من دورة النوم؛ وتسمى بالنظير، واحدة من العلامات الأولية للتواتر اليومي. وتتغير حرارة الجسم في الجوع، والعطش، والنعاس، والبرد.
تحظى معرفة حرارة الجسم بالأهمية في الطب، والتكاثر البشري، والرياضة.

## أدوات قياس الحرارة

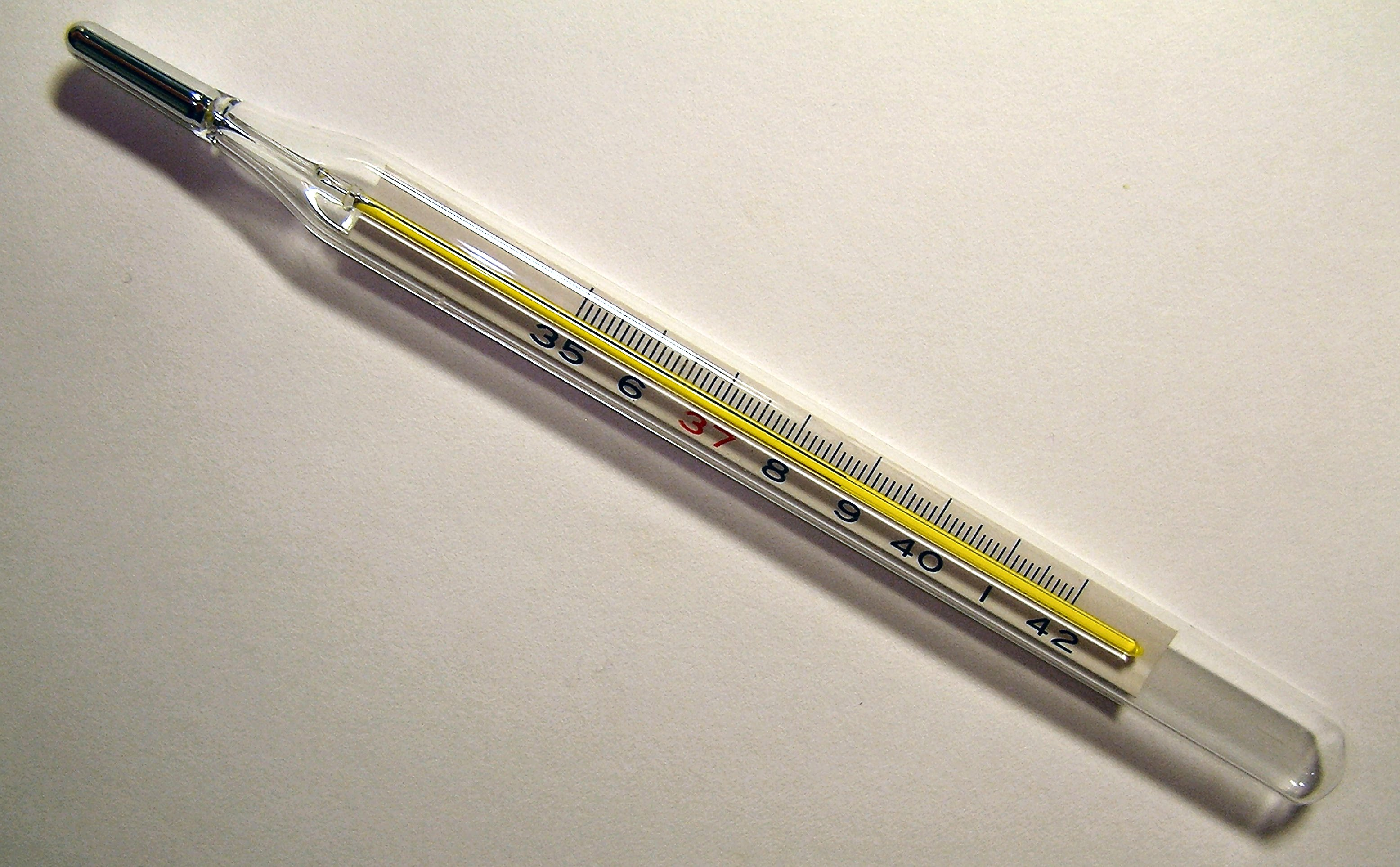
يظهر هذا الميزان الحراري الطبي قراءة لدرجة حرارة تساوي 38.7 درجة مئوية.

قياس درجة حرارة الإنسان هي المرحلة الأولى في الفحص السريري الكامل. تتنوع موازين الحرارة الطبية إضافةً إلى المكان من الجسم الذي تقاس فيه الحرارة، كالتالي:
- في الشرج (حرارة المستقيم)
- في الفم (حرارة أسفل اللسان)
- أسفل الذراع (حرارة الإبط)
- في الأذن (حرارة طبلة الأذن)
- في المهبل (حرارة المهبل)
- في المثانة
- على الجبين أعلى الشريان الصدغي السطحي

## قراءات

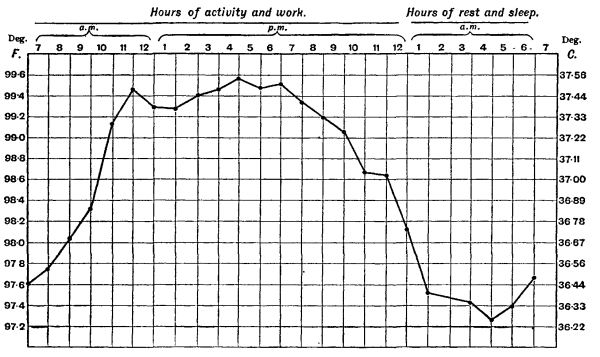
قراءة نهارية لحرارة جسم، تتراوح بين ما يقارب 37.5 درجة مئوية من العاشرة صباحاً حتى السادسة مساءً، وهبوط الحرارة إلى ما يقارب 36.4 درجة مئوية من الثانية صباحاً حتى السادسة صباحاً.

يعد التنظيم الحراري جزءاً من ميكانيكية  الاستتباب والتي بدورها تحافظ على المتعضية في أفضل مستوى لحرارة التشغيل، وتؤثر هذه العملية على درجة التفاعل الكيميائي. إنّ معدل الحرارة الداخلية في جسم الإنسان 37.0 درجة مئوية (98.6 فهرنهايت)، بالرغم من تباينه من فردٍ إلى آخر. ومع ذلك، لا تكون القراءة ذاتها ثابتة في جسم الشخص نفسه في الأوقات كلها من اليوم. تتراوح درجة الحرارة بين الارتفاع والانخفاض بانتظام، تبعاً للتواتر اليومي للشخص. تصل درجة حرارة الجسم، غالباً، إلى أقل معدلاتها قبل ساعتين من استيقاظ الإنسان. تتغير الحرارة تبعاً لتغير النشاط الذي يقوم به الشخص، ووجود عوامل خارجية.  
إضافةً إلى التغير الحاصل على مدار اليوم، تختلف درجة حرارة الجسم الطبيعية بمعدل نصف درجة مئوية ما يقابلها (0.9 فهرنهايت) من يومٍ إلى آخر يتبعه. فليس بالضرورة أن تتساوى أعلى وأقل قراءة في يومٍ بالضبط مع أخرى في يوم آخر. 
تتباين حرارة جسم كل شخص عن آخر وباختلاف الوقت من اليوم أيضاُ. ويختلف، تبعاً لذلك، كل نوع من قياس الحرارة في مدى القراءات الطبيعية للحرارة. يتراوح معدل الحرارة الطبيعية التي تؤخذ من أسفل اللسان 36.8 ± 0.5 درجة مئوية (98.2 ± 0.9 فهرنهايت). ويعني ذلك أن أي درجة تقاس في الفم ما بين  36.3 و 37.3 درجة مئوية ( 97.3 و 99.1 فهرنهايت) تبقى ضمن المعدل الطبيعي. 
تثبث حرارة جسم الإنسان الطبيعية بين 36.5 و 37.5 درجة مئوية (97.7 و 99.5 فهرنهايت). لوحظ، بعد استعراض عدد من القراءات لمجموعة من البالغين، أن معدل الحرارة الطبيعية أوسع في نطاقه فيتراوح بين 33.2 و38.2 درجة مئوية (91.8–100.8 فهرنهايت) باختلاف الجنس والمنطقة التي تقاس فيها الحرارة. 

### تباينات طبيعية
تترواح درجة حرارة الجسم الطبيعية على مدار اليوم، لتصل إلى أقل معدلاتها حول الساعة الرابعة صباحاً، وتصل لأعلى معدلاتها في ساعات متأخرة بعد الظهر، بين الساعة الرابعة والسادسة مساءً (في حال نوم الشخص ليلاً واستيقاظه صباحاً). تعدّ درجة 37.3 س° (99.1 فهرنهايت) طبيعية حين تقاس في فترة بعد الظهر في الفم ولا تعدّ كذلك إذا قيست في الصباح الباكر. تتغير الحرارة الطبيعية بمعدل نصف الدرجة مئوية (0.9 فهرنهايت) بين ذروتها وأقل درجة تقاس كل يوم.
تستجيب حرارة الجسم بحساسية للعديد من الهرمونات؛ حيث تتباين درجة حرارة النساء فتختلف أيام الدورة الشهرية دورة شهرية. ترتفع درجة حرارة الجسم الأساسية  عند النساء بشكل مفاجئ وملحوظ بعد الإباضة، فينخفض مستوى هرمون الإستروجين ويرتفع مستوى البروجستيرون. تستخدم برامج  الوعي بالخصوبة هذا التغير لتحديد فيما إذا كانت إباضة المرأة من أجل أو لتجنب الحمل. في فترة الدور الأصفري، ترتفع أقل درجة حرارة ومعدل الحرارة لتصبحان أعلى  ما يمكن مقارنة بالحرارة في بقية مراحل الدورة. ومع ذلك، فإن مقدار ارتفاع الحرارة خلال كل يوم أقل بقليل من المعتاد، بذلك فإنّ أعلى معدل للحرارة في ذلك اليوم ليس أعلى بكثير من المعتاد. تعيق وسائل تحديد النسل الهرمونية تباين الدورة الشهرية وبدورها ترفع درجة حرارة الجسم بمعدل 0.6 درجة مئوية (1.1 فهرنهايت).     
تتنوع معدلات الحرارة باختلاف الفصول والمواسم من سنة إلى أخرى. ويطلق على هذا التغير بالاختلاف الدوري السنوي. أظهرت الدراسات المتعلقة بالتغير الفصلي والسنوي نتائج متباينة. يلاحظ أن الأنماط الموسمية التي تؤثر بالناس تختلف فيما بينهم باختلاف مناخ كل منطقة.
ويرفع بذل الجهد الجسدي وممارسة الرياضة من مستوى التغير في الحرارة يوميّاً.
مع تقدم العمر، تنخفض حرارة الجسم ويقل التباين اليومي فيها. تقل قدرة المرضى الكبار في العمر لارتفاع حرارة أجسامهم في فترة الحمى، بالرغم من أن الحمى تشكل سبباً رئيساً وهاماً في   طب المسنين.   

### وسائل القياس
| الوسيلة    | النساء                       | الرجال                      |
| ---------- | ---------------------------- | --------------------------- |
| الفم       | 33.2–38.1 °م (91.8–100.6 °ف) | 35.7–37.7 °م (96.3–99.9 °ف) |
| المستقيم   | 36.8–37.1 °م (98.2–98.8 °ف)  | 36.7–37.5 °م (98.1–99.5 °ف) |
| طبلة الأذن | 35.7–37.5 °م (96.3–99.5 °ف)  | 35.5–37.5 °م (95.9–99.5 °ف) |

ينتج عن استعمال أدوات مختلفة لقياس الحرارة نتائج متباينة. تعتمد قراءة حرارة الجسم على العضو الذي يتم قياس حرارته. تكون الحرارة الطبيعية خلال النهار عند البالغين السليمين من الأمراض كالتالي:
- حرارة المستقيم أو المهبل أو طبلة الأذن تصل إلى ما يقارب 37.5 سْ (99.5 فهرنهايت).[8]
- تصل حرارة الفم إلى ما يقارب 36.8 سْ (98.2 فهرنهايت).[5]
- تصل حرارة الإبط إلى 36.5 سْ (97.7 فهرنهايت).[8]

وبشكلٍ عام، ترتبط حرارة الفم والمستقيم والحرارة الباطنية للجسم والأمعاء الغليظة بحرارة الفم التي تعدّ أقل حرارة من بين الأربعة بالرغم من الاختلاف الطفيف في حرارتهم إلا أنهم مترابطون. تصل معدل حرارة الفم إلى 0.4 سْ (0.7 فهرنهايت) وهي أقل من حرارة المستقيم.
تتأثر حرارة الفم بالشرب، والمضغ، والتدخين، والتنفس من الفم. يقلل الطعام والمشروبات الباردة من حرارة الفم، بينما تزداد حرارة الفم من المشروبات والأطعمة الساخنة، والمضغ والتدخين.
ترتبط بشكل ضعيف حرارة الإبط، والأذن، والجلد نسبياً بحرارة الجسم الباطنية. ترتفع قراءات حرارة طبلة الأذن مقارنة بحرارة المستقيم أو الحرارة الباطنية للجسم بينما تنخفض حرارة الإبط كثيراً. يستخدم الجسم الجلد كوسيلة لزيادة أو خفض حرارة الجسم الباطنية، وبدوره يؤثر على حرارة الجلد. تتغير قراءات الحرارة التي تؤخذ عبر الجلد بشكل أكبر من قياسها في أي عضو آخر. تبدأ ذروة حرارة الإبط بالتباطؤ بعد ما يقارب الثلاث ساعات من استراحة الإنسان. تتأثر حرارة الجلد بشكل ملحوظ وفق العوامل الخارجية كارتداء الملابس، وحرارة الجو.
تختلف معدلات الحرارة الطبيعية لأجهزة القياس باختلاف الجنس.

### تباينات تبعاً للعوامل الخارجية
تؤثرالعديد من العوامل الخارجية على قراءة درجة الحرارة. تقاس الحرارة الطبيعية لبالغ في صحة جيدة، غير صائم، ومرتدياً ملابس مريحة، وفي مكان داخلي، أو في غرفة ضمن درجة حرارة طبيعية، 22.7 سْ - 24.4 سْ (73-76 فهرنهايت)، ولا يؤخذ مباشرة بعد الاستيقاظ من النوم. أما بالنسبة لقياس حرارة الفم فلا يجب على الشخص أن يتناول الطعام أو الشراب أو يدخن لمدة 15 أو 20 دقيقة على الأقل قبل أخذ القراءة؛ فمن المؤكد تأثير حرارة الطعام أو الشراب أو الدخان على القراءة.
ترتفع الحرارة بعد تناول الأطعمة والمشروبات التي تحتوي على سعرات حرارية. تقلل تناول سعرات حرارية قليلة، كما في فترة إنقاص الوزن، من الحرارة. يقلل تناول الكحول من التغير اليومي في درجة الحرارة، بشكل بسيط بالنسبة للحرارة المنخفضة خلال النهار وبشكل ملحوظ بالنسبة للحرارة المرتفعة أثناء الليل.

## مفاهيم خاصة

### الحمى
نقطة اعتدال الحرارة هي النقطة التي يعمل فيها الجسم على الحفاظ على حرارته. عندما ترتفع النقطة عن المستوى الطبيعي، تكون الحمى النتيجة. تنتقل معظم أمراض الحمى بالعدوى، ويتم خفضها بأدوية خافضة للحرارة.
تعدّ الحرارة التي تصل إلى أعلى من 37.2 سْ في ساعات الصباح الباكر أو أعلى من 37.7 سْ في ساعات متأخرة بعد منتصف النهار مؤشراً للحمى في غالب الأحيان، على افتراض وجود تغير في مستوى الوطاء والذي تسبب بارتفاع الحرارة. يكون مناسباً، في بعض الأحيان، انخفاض عتبة الحرارة عند البالغين. بتغير معدل الحرارة بشكل يومي بمعدل 0.5 درجة مئوية بينما يزداد عند الأشخاص الذين يتماثلون للشفاء من الحمى.
يطلق على حرارة المتعضية المثلى بالاحموي. في حال ارتفاع الحرارة، وانتظام نقطة الاعتدال فتسمى هذه الحالة فرط الحرارة.

### فرط الحرارة
يحدث فرط الحرارة عندما ينتج الجسم حرارة أو يستهلك أكثر من الحرارة التي يتخلص منها. تحدث عند انفجار امتداد الحرارة للأعلى. تتوقف قدرة تنظيم الحرارة في الجسم عن التعامل بشكل جيد مع هذا الارتفاع المفرط مؤديةً إلى ارتفاع حرارة الجسم بشكل لا يمكن السيطرة عليه. عندما يحصل فرط الحرارة فإنه تصل بذلك حرارة الجسم إلى 40 درجة مئوية أو أكثر ويعدّ هذا الحد مهدداً للحياة وحالة طارئة طبياً التي تتطلب العلاج الفوري. أشهر الأعراض هي: الصداع، والتوتر، والإرهاق الشديد. تتسبب حالة التعرق الشديدة بالجفاف واحمرار الجلد.
يطلق على فرط الحرارة المتوسط «بالإعياء الحراري» أما الفرط الكبير فيسمى «الضربة الحرارية». وتهجم الضربة الحرارية الجسم فجأةً وغالباً ما تحصل بعد عدم علاج الحالات المتوسطة لارتفاع الحرارة. يشمل العلاج ما يلي؛ تبريد وترطيب الجسم، بينما تناول أدوية خفض الحرارة يعد بلا فائدة في هذه الحالة. يجب الابتعاد عن المكان المعرض لأشعة الشمس إلى مكان أبرد والتخفيف من الملابس التي يرتديها. كما يجب الاستحمام بالماء البارد أو غسل الوجه والأجزاء المرتفعة حرارتها.